# Sphaerobambos
Sphaerobambos là một chi thực vật có hoa trong họ Hòa thảo (Poaceae).

## Loài
Chi Sphaerobambos gồm các loài: